# Hélity Copter Airlines
Hélity Copter Airlines ist eine spanische Fluggesellschaft mit Sitz in Ceuta und Basis auf dem Helipuerto de Ceuta.

## Geschichte
Die Fluggesellschaft wurde 2014 mit dem Ziel gegründet, die autonome Stadt Ceuta per Hubschrauber mit Algeciras (Spanien) und Málaga (Spanien) zu verbinden.
Hélity plant Direktflüge nach Melilla und über Algeciras mit Tanger anzubieten.

## Flotte
Die Flotte der Hélity Copter Airlines bestand mit Stand Oktober 2023 aus drei Hubschraubern  des Typs AgustaWestland AW139.